# ラファエル・アルタミラ・イ・クレベア
ラファエル・アルタミーラ・イ・クレベア（Rafael Altamira y Crevea、1866年2月10日 - 1951年7月10日）、スペインの歴史学者、法学者。

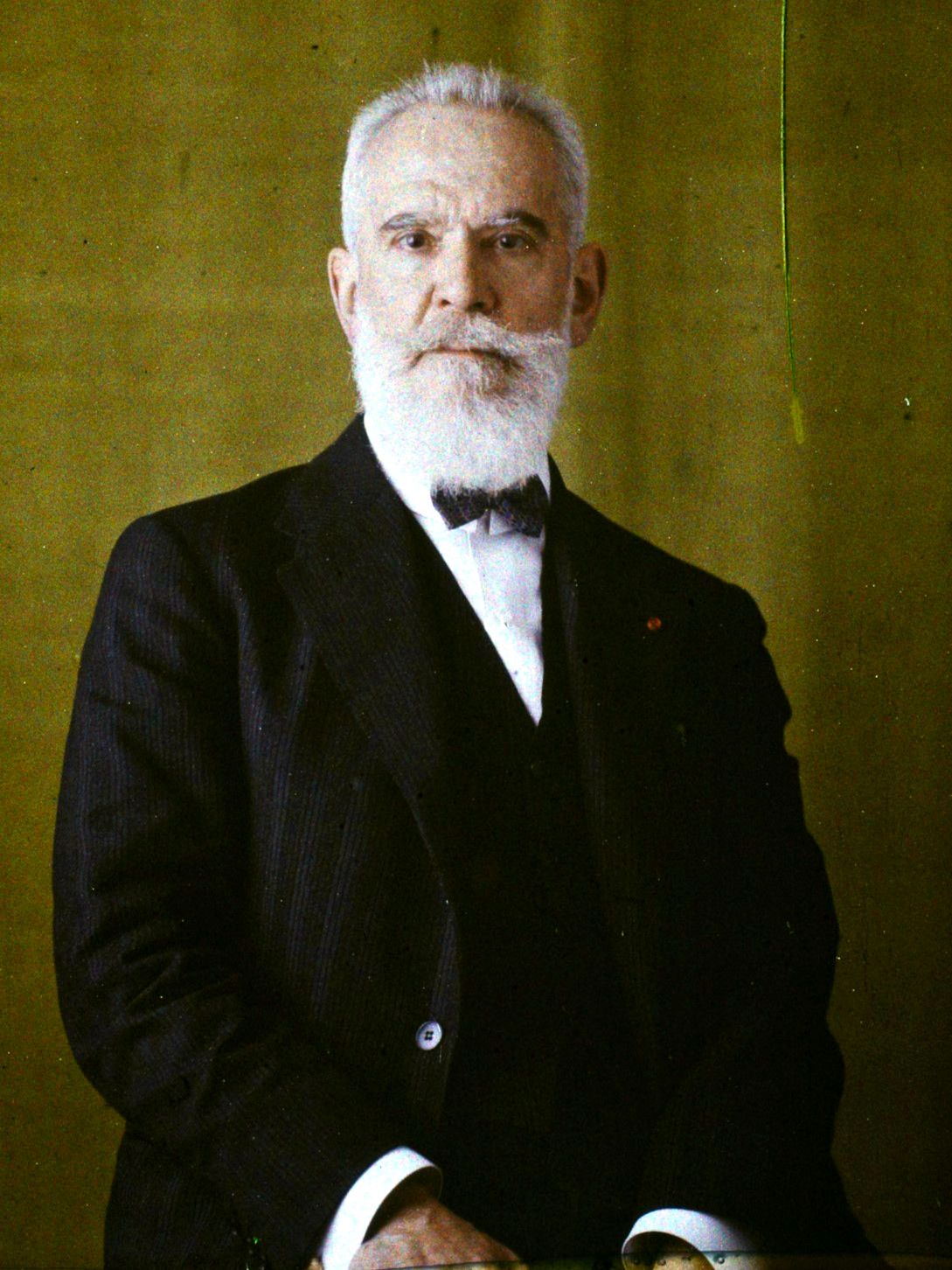
ラファエル・アルタミラ

バレンシア地方のアリカンテ県アリカンテ生まれ。1887年にマドリード・コンプルテンセ大学博士課程修了。マドリード・コンプルテンセ大学やオビエド大学で教授をつとめている。1920年から1945年まで常設国際司法裁判所の裁判官であった。